# 生月島
生月島（日语：／ Ikitsukishima */?）是位於日本長崎縣平戶島西北部的一個島嶼，全島屬於長崎縣平戶市（2005年10月1日現平戶市成立之前屬於北松浦郡生月町）。生月島南北長約10公里，東西寬約2公里。1991年生月大橋開通之後，該島和平戶島直接連接。生月島東側地勢較為平緩，西側則地勢較為險峻，人口大多集中在島嶼東側。2017年，島上有人口5,014人。

## 外部連結
- 平戸市生月町博物館 島の館
- 「生月」達人Navi平戸 社団法人平戸観光協会